# La Vengeance aux tripes
Pour plus de détails, voir Fiche technique et Distribution.
La Vengeance aux tripes (titre original : A Small Town in Texas) est un film américain de Jack Starrett sorti en 1976.

## Synopsis
Libéré de prison, Poke Jackson s'en retourne à sa ville du Texas pour retrouver sa compagne Mary Lee ainsi que le fils qu'elle a eu avec lui. Mais entretemps, la jeune femme est devenue la maîtresse de Duke, le shérif de la ville, qui fait tout pour expulser son rival. Mais Poke découvre que Duke est impliqué dans un assassinat politique et qu'il convoite l'argent que cet acte a rapporté. Poke demande alors à Mary Lee de s'enfuir avec lui vers la Californie. Duke lance ses troupes à leur poursuite...

## Fiche technique
- Titre original : A Small Town in Texas
- Réalisation : Jack Starrett
- Scénario : William W. Norton
- Directeur de la photographie : Robert Jessup
- Montage : John C. Horger
- Musique : Charles Bernstein
- Production : Joe Solomon
- Genre : Film d'action, Film d'aventures, Drame
- Pays de production :  États-Unis
- Durée : 96 minutes (1 h 36)
- Date de sortie :
  - États-Unis : 2 juin 1976 (Austin), 9 juillet 1976 (New York), 21 juillet 1976 (Los Angeles)
  - France : 30 mars 1977

## Distribution
- Timothy Bottoms (VF : Marc François) : Poke Jackson
- Susan George (VF : Jeanine Freson) : Mary Lee
- Bo Hopkins (VF : Alain Dorval) : le shérif Duke
- Morgan Woodward (VF : Claude Bertrand) : C.J. Crane
- John Karlen (VF : Vincent Violette) : Lenny
- Art Hindle (VF : Jean-François Devaux) : Boogie
- Hank Rolike (VF : Jean Violette) : Cleotus
- George Buck Flower (VF : Georges Atlas) : l'oncle Bull Parker
- Clay Tanner (VF : Jean-Louis Maury) : Junior
- Mark Silva : Kevin
- Santos Reyes (VF : René Bériard) : Jesus Mendez
- Debi Bieberly : Mrs. Carter
- Jack Starrett (crédité Claude Ennis Starrett) (VF : Edmond Bernard) : Buford Tyler
- James N. Harell : le vieux Codger
- Leotis Duffie (VF : René Bériard) : le majordome de Crane